# Nikola Badger
Le Badger (blaireau en français) est un véhicule utilitaire tout terrain à benne ouverte (pick-up) électrique de la startup américaine Nikola Motors, division automobile de Nikola Corporation spécialisée dans le développement de technologies hybrides et électriques pour les poids-lourds.
Le véhicule, projet de camionnette électrique, a été annoncé en février 2020. Le constructeur prévoyait deux variantes, la première alimentée par une combinaison de piles à combustible à hydrogène et de batteries et la seconde entièrement électrique avec batteries. La camionnette devait être commercialisée en 2022 avec l'aide de General Motors qui s'était engagé à conclure un accord et une prise de participation avec Nikola Motor. En novembre 2020, GM s'est retiré de l'accord et Nikola a annulé le camion. et produit en Arizona près de Phoenix à partir de septembre 2020

## Batterie
Le pick-up devait être doté d'une batterie lithium-ion d'une capacité de 160 kWh alimentée par une pile à combustible de 120 kW.